# Јунаци дана
Јунаци дана је југословенски филм из 1962. године. Режирао га је Александар Ђорђевић, а сценарио су писали Душан Глигоријевић и Новак Новак.

## Улоге
| Глумац                 | Улога         |
| ---------------------- | ------------- |
| Миодраг Петровић Чкаља | Поштар Лака   |
| Љубомир Дидић          |               |
| Драгутин Добричанин    | Зли поданик   |
| Рахела Ферари          |               |
| Душан Јакшић           |               |
| Жика Миленковић        | Газда Радисав |
| Михајло Паскаљевић     |               |
| Власта Велисављевић    |               |
| Михајло Викторовић     |               |